# Zbigniew Przystasz
Zbigniew Bolesław Przystasz (ur. 5 października 1912 w Kleciach, zm. 21 kwietnia 1940 w Katyniu) – podporucznik rezerwy piechoty Wojska Polskiego, ofiara zbrodni katyńskiej.

## Życiorys

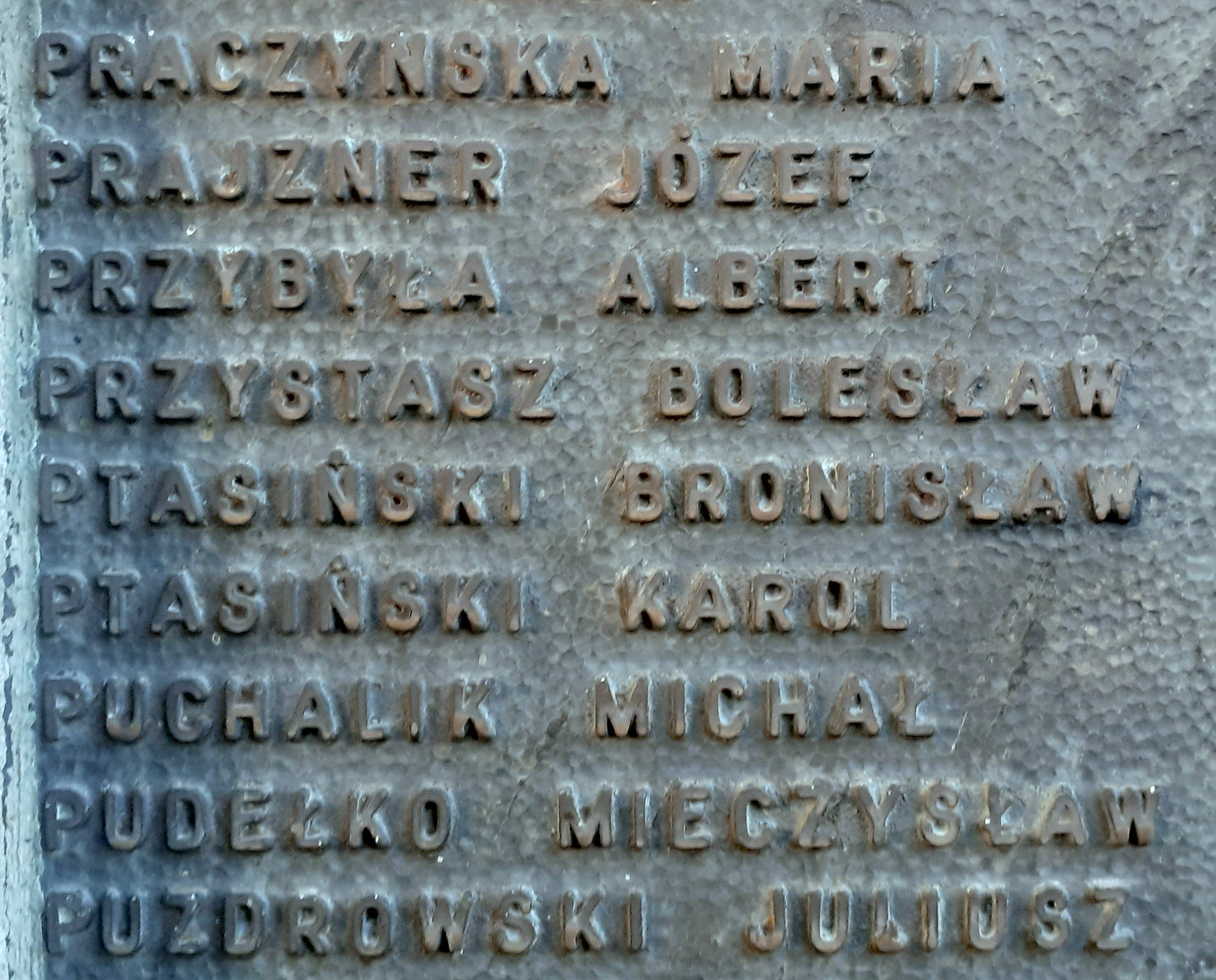
Upamiętnienie na Mauzoleum w Sanoku

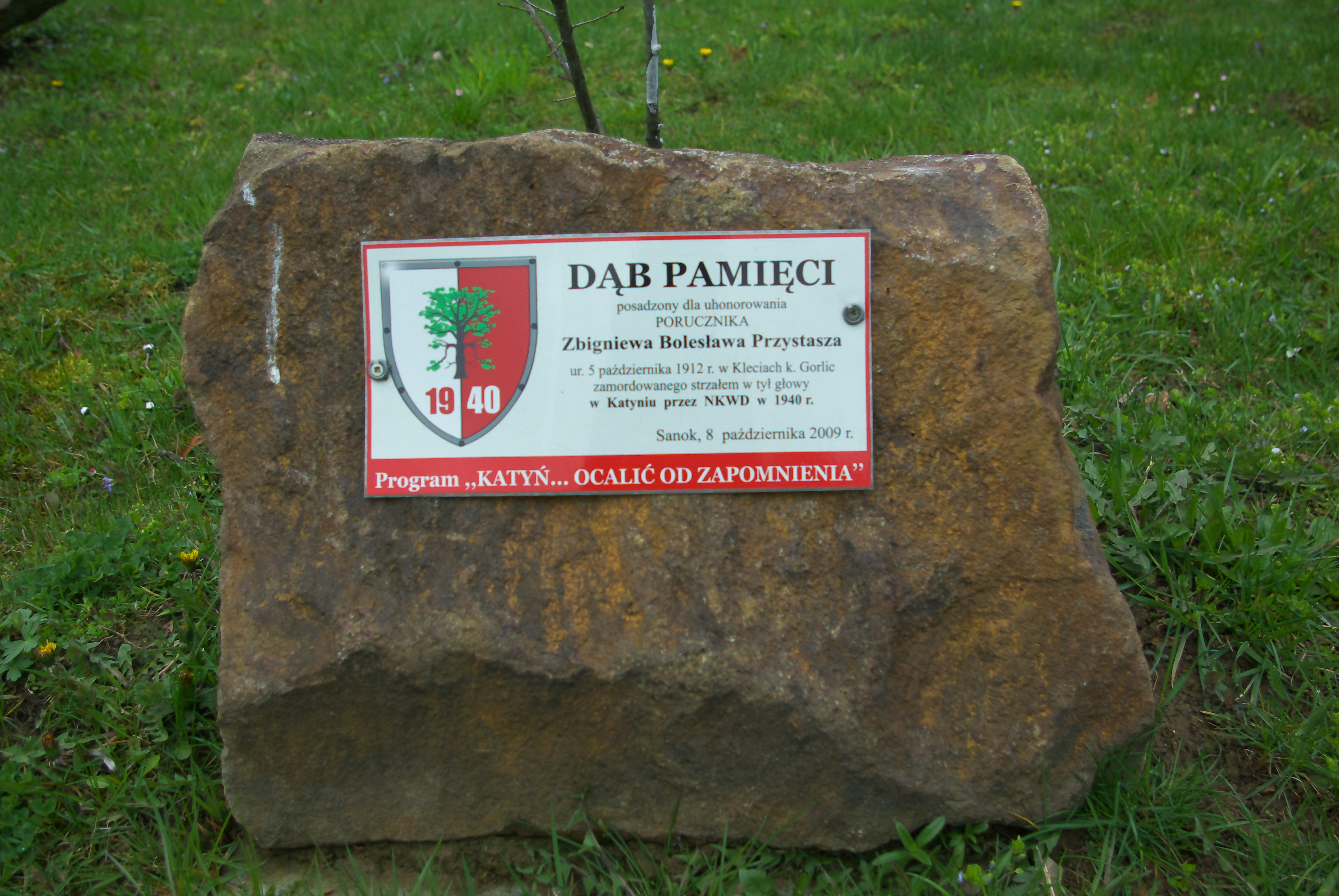
Kamień przy Dębie Pamięci honorującym Zbigniewa Przystasza w Sanoku

Urodził się 5 października 1912 w Kleciach jako syn Ignacego (1867–1959) i Anny z domu Iwańczyk (1879–1956). Ignacy Przystasz pochodził z Witryłowa, przejął po swoim ojcu Michale gospodarstwo, ukończył Szkołę Gospodarstwa Wiejskiego w Dublanach z tytułem agronoma, zawodowo zajmował się administrowaniem majątkami ziemskimi, pracował jako zarządca majątków, w tym charakterze przez dwa lata pracował na Podolu, po czym został zatrudniony w Kleciach w posiadłości Honoraty Pawłowskiej. Podczas I wojny światowej odbył półroczną służbę wojskową na froncie na przełomie 1917/1918, a później pracował jeszcze w Niewistce, Nozdrzcu (majątek rodziny Skrzyńskich) i Hroszówce. Jego żona Anna pochodziła z Sanoka, pracowała jako nauczycielka z Witryłowie. Zbigniew był pierwszym dzieckiem Przystaszów, po nim urodzili się Mieczysław (1914) i Danuta (1920). Wobec konieczności nauki szkolnej dzieci, w 1920 rodzina osiadła w Sanoku (zamieszkiwała początkowo przy ulicy Królewskiej, następnie w samodzielnie budowanym od 1931 domu przy ulicy Młynarskiej 18). W Sanoku Przystaszowie przyjaźnili się z rodziną Florkowskich, w tym Aleksandrem.
W 1931 zdał egzamin dojrzałości w Państwowym Gimnazjum im. Królowej Zofii w Sanoku (w jego klasie byli m.in. Juliusz Katz-Suchy, Stanisław Kawski, Zdzisław Rajchel). W okresie nauki gimnazjalnej był członkiem Sodalicji Mariańskiej. Po maturze rozpoczął studia prawnicze na Wydziale Prawa Uniwersytetu Jana Kazimierza we Lwowie (potem podobnie uczynił jego brat Mieczysław), które po roku był zmuszony przerwać z powodów finansowych, po czym wrócił do Sanoka i udzielał korepetycji. W 1933 otrzymał powołanie do odbycia służby wojskowej, kształcił się na Dywizyjnym Kursie Podchorążych Rezerwy przy 5 Pułku Strzelców Podhalańskich w Przemyślu, który ukończył 31 maja 1934. 12 października 1937 został awansowany na stopień podporucznika rezerwy piechoty ze starszeństwem z dniem 1 stycznia 1937. Został zatrudniony jako urzędnik kontraktowy w Kierownictwie Zaopatrzenia Taborów w Warszawie. Po przeniesieniu do stolicy kontynuował studia prawa na Wydziale Prawa Uniwersytetu Józefa Piłsudskiego. Zamieszkiwał w Domu Akademickim im. Gabriela Narutowicza przy placu Gabriela Narutowicza (do końca lat 30. wraz z bratem Mieczysławem). Należał do AZS Warszawa. W 1939 był studentem czwartego roku. Napisał pracę kolokwialną pt. Ustrój skarbowy w Polsce. Jesienią 1939 miał składać egzaminy końcowe, które wskutek obowiązków zawodowych przeniósł na ten czas z wiosny 1939. Interesował się historią i polityką planował założenie pisma poświęconego geopolityce i „problemom narodowościowo-historycznym”.
W sierpniu 1939, wobec zagrożenia wybuchem konfliktu zbrojnego, został zmobilizowany do 23 pułku piechoty we Włodzimierzu Wołyńskim. Po wybuchu II wojny światowej, kampanii wrześniowej i agresji ZSRR na Polskę na terenach wschodnich II Rzeczypospolitej został aresztowany przez Sowietów. Był przetrzymywany w obozie w Kozielsku. Wraz z nim byli osadzeni m.in. jego koledzy pochodzący z Sanoka: Zdzisław Rajchel, Zygmunt Bezucha (chodził do klasy razem z bratem Zbigniewa, Mieczysławem), Zbigniew Wyskiel, Jan Adamek. 20 kwietnia 1940 Zbigniew Przystasz został wywieziony w transporcie z Kozielska do Katynia i najprawdopodobniej 21 kwietnia rozstrzelany przez funkcjonariuszy Obwodowego Zarządu NKWD w Smoleńsku oraz pracowników NKWD przybyłych z Moskwy na mocy decyzji Biura Politycznego KC WKP(b) z 5 marca 1940. 28 lipca 2000 został pochowany na terenie późniejszego Polskiego Cmentarza Wojennego w Katyniu (w szóstej mogile), gdzie w 1943 jego umundurowane ciało zostało zidentyfikowane w toku ekshumacji prowadzonych przez Niemców pod numerem 4023. Przy zwłokach zostały znalezione pocztówki, wizytówki, notatnik i talizman – figurka sowy. W 1943 rodzina Zbigniewa Przystasza dowiedziała się o odnalezieniu jego zwłok po publikacji w czasopiśmie „Goniec Krakowski”.
Jego rodzeństwo Danuta (1920–2019) i Mieczysław (1914–1986) byli jednymi z nielicznych uczestników powstania warszawskiego 1944 pochodzących z Sanoka. Cała trójka rodzeństwa studiowała prawo na Uniwersytecie Warszawskim. Wujem rodzeństwa Przystaszów (mąż siostry ich matki, Marii) był uczestnik walk o niepodległość i oficer Wojska Polskiego Władysław Mączka (jego bratem był oficer i poeta legionowy Józef Mączka). Dalekim krewnym rodzeństwa był historyk Andrzej Romaniak.

## Dziennik obozowy
Podczas pobytu w obozie Zbigniew Przystasz prowadził pamiętnik w formie dziennika, w którym zapisywał tamtejsze wydarzenia, m.in. przebieg wigilii. Wspominał w nim o ww. kolegach Zygmuncie Bezusze i Zdzisławie Rajchlu; ponadto w jego zapiskach zostali wspomniani m.in. Stanisław Swianiewicz, Tadeusz Tucholski, Zenon Arcimowicz, Jan Bolechowski (Przystasz spędzał z nim czas na rozmowach o literaturze), Bolesław Baranowski (obaj mieli wspólne dyżury), Władysław Godula, Czesław Jezioro, Władysław Kawa, Piotr Jeż, Lech Smólski, Stanisław Zawadzki. Ostatnie wpisy datowane były na dni 20 kwietnia (wywiezienie z obozu o godz. 16 i przyjazd do Smoleńska) oraz 21 kwietnia (ostatni wpis o godz. 8 rano).
Dziennik obozowy Zbigniewa Przystasza został przepisany na maszynopis 15 czerwca 1944 w Instytucie Medycyny Sądowej i Kryminalistyki w Krakowie, którym kierował Jan Robel . Około roku 1958 zapiski notatnika udostępnił płk dr Wencel koledze szkolnemu Zbigniewa Przystasza, Stanisławowi Kawskiemu. Zapis dziennika został opublikowany w drugim wydaniu publikacji pt. Pamiętniki znalezione w Katyniu, wydanej w 1990 nakładem wydawnictwa Editions Spotkania oraz na łamach tomu VIII „Rocznika Sanockiego” z 2011.
Fragment zapisków Zbigniewa Przystasza w Kozielsku z 3 kwietnia 1940:

Pragnąłbym, ażeby Bóg umożliwił mi powrót (wraz ze wszystkimi), do Polski, do normalnych warunków pracy – ażebym kończył prawo, mógł realizować zamierzenia swoje odnośnie rodziny – a potem – a potem... pracować naukowo choć z amatorstwa, a jak będzie to możliwe, fachowo. A przy tym życie moje tak ułożyć, aby ono mi dawał maksimum korzyści moralnych, fizycznych, materialnych, ażebym mógł rozwijać i swój charakter, swój umysł, swe ciało, ażebym się ożenił z piękną, dobrą i kochaną kobietą, żebym miał z nią dzieci – takie, o jakich nieraz marzyłem; – proszę Cię, Boże, i o to, bym miał kawałek ziemi swojej z zagrodą, gdzieś w swoich kochanych stronach sanockich, gdziebym mógł odpocząć z daleka od (...) i gwaru miejskiego. Ażebym ten dom swój i otoczenie jego miał według swego wypieszczonego ideału, żeby w nim była piękna, duża biblioteka, przeze mnie urządzona, którą bym w częścu przekazał na użytek publiczny, a w części swej Rodzinie. Boże! Proszę Cię o to, by Rodzice moi, Brat mój i Siostra – również kontynuowali swe życie według swych najpiękniejszych zamierzeń, według swych zamysłów i woli. Lecz przede wszystkim proszę Cię, by to się działo tylko – jeśli to jest możliwe, Boże – w ramach Wielkiej, Nowej i Potężnej Polski!

## Upamiętnienie

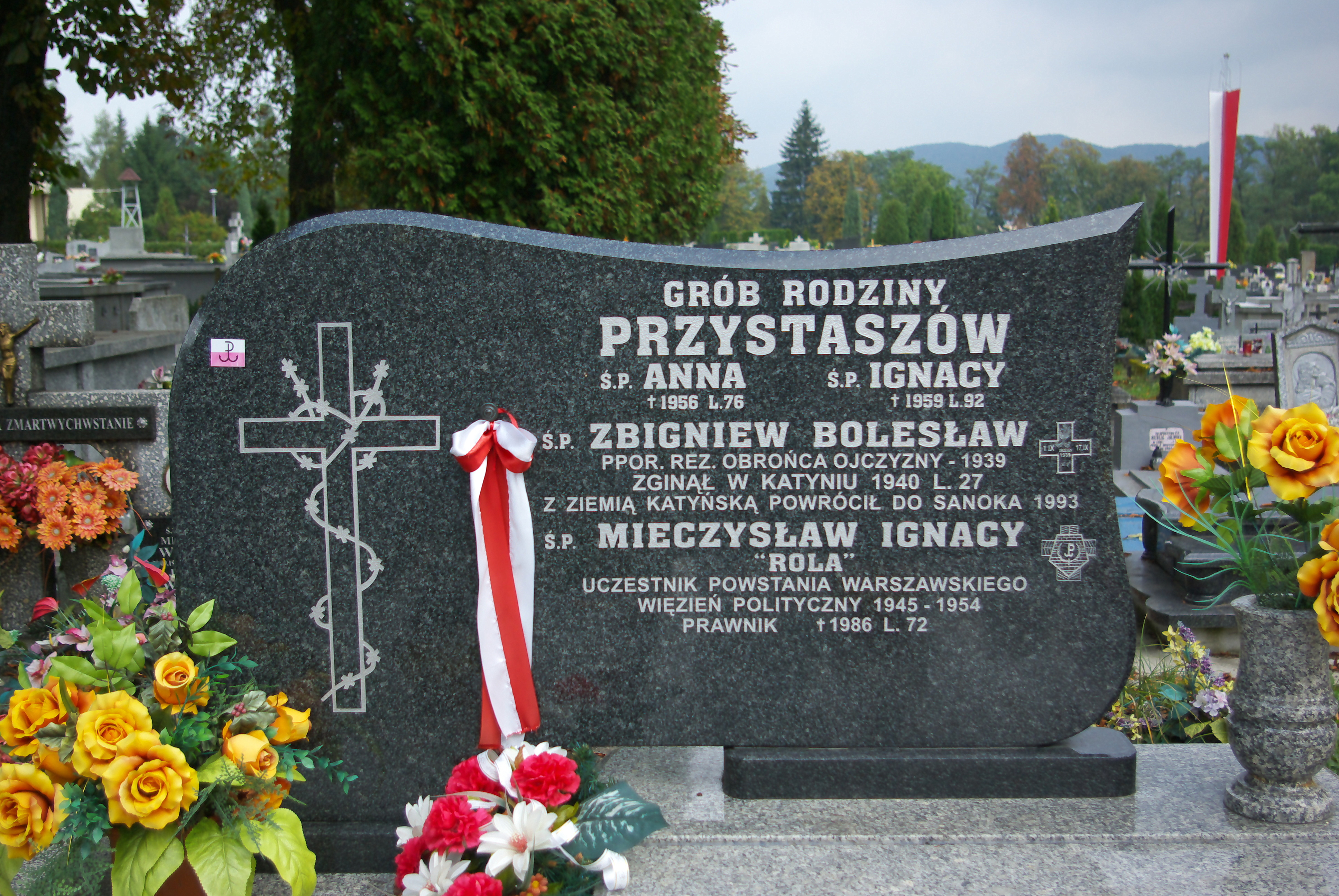
Inskrypcja upamiętniająca symbolicznie Zbigniewa Przystasza na grobowcu rodzinnym w Sanoku

Podczas „Jubileuszowego Zjazdu Koleżeńskiego b. Wychowanków Gimnazjum Męskiego w Sanoku w 70-lecie pierwszej Matury” 21 czerwca 1958 nazwisko Zbigniewa Przystasza zostało wymienione w apelu poległych w obronie Ojczyzny w latach 1939–1945 oraz na ustanowionej w budynku gimnazjum tablicy pamiątkowej poświęconej poległym i pomordowanym absolwentom gimnazjum.
W 1962 jako Bolesław Przystasz został upamiętniony wśród innych osób wymienionych na jednej z tablic Mauzoleum Ofiar II Wojny Światowej na obecnym Cmentarzu Centralnym w Sanoku.
5 października 2007 minister obrony narodowej Aleksander Szczygło awansował go pośmiertnie na stopień porucznika. Awans został ogłoszony 9 listopada 2007 roku w Warszawie, w trakcie uroczystości „Katyń Pamiętamy – Uczcijmy Pamięć Bohaterów”.
W ramach akcji „Katyń... pamiętamy” / „Katyń... Ocalić od zapomnienia” Zbigniewowi Przystaszowi poświęcono Dęby Pamięci w Połczynie-Zdroju oraz 8 października 2009 w tzw. Alei Katyńskiej na Cmentarzu Centralnym w Sanoku (zasadzenia dokonali jego siostra Danuta Przystasz i historyk Andrzej Romaniak).
Zbigniew Przystasz został symbolicznie upamiętniony na grobowcu rodzinnym na Cmentarzu Centralnym w Sanoku..